# 小山田 (四日市市)
小山田（おやまだ）は、三重県四日市市内の一地域。旧三重郡小山田村だった地域にあたる。
現住所表記では、山田町、内山町、西山町、小山町、六名町、堂ヶ山町、美里町にあたる。

## 歴史・概要
四日市市中部に位置する。
律令制制定以降、伊勢国三重郡の一部地域となり、近代以前は、三重郡山田村、小山村、六名村、堂ヶ山村だった。
江戸時代には、地域内のほとんどは概ね菰野藩領であり、六名村は八田藩→長島藩→桑名藩→天領と替わっていった。
1889年（明治22年）4月1日の市町村制制定により6か村が合併して小山田村となる。
1954年（昭和29年）3月1日に四日市市に編入される。

## 地域
地域内を西から東へいくつかの小河川（鎌谷川、足見川、天白川）が流れる。
地域の西部を東名阪自動車道が南北に貫くが地域内にインターチェンジはない。その少し西側で堂ヶ山町の一部を国道306号がかすめ通る。
三重県道44号宮妻峡線が地域内を東西に通り、西山町内で南北に通る三重県道140号四日市菰野大安線と交差する。
地域内は鉄道は通っていない。
山田町
小山田村成立時に大字山田となり、小山田村役場が設置された。四日市市編入時に山田町、西山町、内山町が分離した。
- 四日市市立小山田小学校
- 小山田記念温泉病院
- 小山田郵便局

内山町
小山田地区の東部、扇状地・丘陵地帯の山中にあたり、ほとんどがゴルフ場となっている。大字山田の一部であったが、四日市市編入とともに大字山田から分離した。
- Jゴルフ四日市クラブ

西山町
小山田地区の西部にあたる。以前は大字山田の一部であったが、四日市市編入とともに大字山田から分離した。
- 四日市市立西陵中学校

小山町
内山町のさらに西、扇状地の中腹にあたり、天白川本流の源流のある地域。小山田村成立時に小山田村の大字となり、四日市市編入時に小山町となった。
六名町
小山田地域の南部に位置する。小山田村成立時に小山田村の大字となり、四日市市編入時に六名町となった。
堂ヶ山町
小山田地区の西部にあたる。小山田村成立時に小山田村の大字となり、四日市市編入時に堂ヶ山町となった。
美里町
大字堂ヶ山の一部であったが、四日市市編入とともに大字堂ヶ山から分離した。戦後、開拓によって形成された町であるが、ほとんどが農地である。